# Rhabdopygus
Genre
Rhabdopygus est un genre d'opilions laniatores de la famille des Assamiidae.

## Distribution
Les espèces de ce genre se rencontrent en Afrique subsaharienne.

## Liste des espèces
Selon World Catalogue of Opiliones (16/06/2021) :
- Rhabdopygus benoiti Kauri, 1985
- Rhabdopygus funilignorum Prieto & Santos, 2010
- Rhabdopygus fuscus Roewer, 1912
- Rhabdopygus maculatus Roewer, 1935
- Rhabdopygus puylaerti Prieto & Bauer, 2009
- Rhabdopygus robustus Lawrence, 1957
- Rhabdopygus rugipalpis Roewer, 1952
- Rhabdopygus termitarum Roewer, 1951

## Publication originale
- Roewer, 1912 : « Die Familien der Assamiiden und Phalangodiden der Opiliones-Laniatores. (= Assamiden, Dampetriden, Phalangodiden, Epedaniden, Biantiden, Zalmoxiden, Samoiden, Palpipediden anderer Autoren). » Archiv für Naturgeschichte, sér. A, vol. 78, no 3, p. 1–242 (texte intégral).